# Lee Moses
Pour les articles homonymes, voir Moses.
Lee Moses, né le 13 mars 1941 à Atlanta et mort en 1997 à Atlanta, est un guitariste et chanteur de rhythm and blues et de soul américain des années 1960.

## Biographie
À la fin des années 1950, Lee Moses fonde son premier groupe, les Showstoppers. Il emménage à New York au milieu des années 1960, où il travaille comme musicien de studio et enregistre avec Johnny Brantley, qui coécrit et produit son premier single My Adorable One, en 1965,.
Il enregistre en 1967 trois singles pour le label Musicor (en), dont Bad Girl et une version instrumentale de Reach Out I'll Be There des The Four Tops. Il enregistre également une version de The Dark End of the Street, paru chez Gates Records en 1969.
En 1970, il sort un single, Time and Place, pour le label Maple, une filiale de All Platinum Records (en). La sortie est suivie par un LP de neuf pistes du même nom, produit à nouveau par Brantley, contenant des reprises de différents classiques de l'époque, tel Hey Joe. Participent à l'album certains membres de The Ohio Players et du groupe de Moses, The Deciples.
Moses a en outre collaboré avec The Mighty Hannibal (en), également d'Atlanta, sur son album de 1973, Truth. Il rentre à Atlanta au début des années 1970, où il continue de se produire localement, sans enregistrer à nouveau. Depuis, à part une collaboration à l’album Truth de The Mighty Hannibal en 1973, Lee Moses n’a plus jamais rien enregistré et meurt dans l’indifférence générale en 1997,.
En 2007, Castle Music (en) sort en CD une anthologie de tous les enregistrements de Moses, sous le titre de Time and Place.